# Oblastní rada Brenner
Oblastní rada Brenner (hebrejsky מועצה אזורית ברנר‎, Mo'aca ezorit Brenner) je oblastní rada v Centrálním distriktu v Izraeli.
Rozkládá se v pásu poblíž břehu Středozemního moře v hustě osídlené a zemědělsky intenzivně využívané pobřežní nížině na jižním okraji aglomerace Tel Avivu. Prostor oblastní rady je zhruba vymezen městy Rechovot a Kirjat Ekron, Gedera a Javne (ta ovšem pod jurisdikci rady nespadají). Na východní straně přiléhá k území oblastní rady letecká základna Tel Nof.

## Dějiny
Jméno oblastní rady je připomínkou hebrejského spisovatele Josefa Chajima Brennera, který byl zavražděn při arabských nepokojích v tehdejší mandátní Palestině v roce 1921. Novověké židovské osidlování zde začalo vznikat už ve 20. letech 20. století a sídelní síť byla dvotvořena po válce za nezávislost v roce 1948, kdy zdejší region dobyly izraelské síly a zároveň jej zcela opustila arabská populace. Oblastní rada Brenner vznikla roku 1950.
Úřady Oblastní rady Brenner sídlí ve vesnici Giv'at Brenner. Starostou rady je מיקי עופר - Miki Ofer. Rada má velké pravomoci zejména v provozování škol, územním plánování a stavebním řízení nebo v ekologických otázkách.

## Seznam sídel
Oblastní rada Brenner sdružuje celkem šest sídel. Z toho je jsou dva kibucy a čtyři mošavy.
| kibucy - Gan Šlomo (Kvucat Schiller) - Giv'at Brenner | mošavy - Bejt El'azari - Bnaja - Gibton - Kidron |

## Demografie
K 31. prosinci 2014 žilo v Oblastní radě Brenner 7500 obyvatel. Z celkové populace bylo 7400 Židů. Včetně statistické kategorie "ostatní" tedy nearabští obyvatelé židovského původu, ale bez formální příslušnosti k židovskému náboženství jich bylo 7500. Obyvatelstvo je tedy zcela židovské.
| Rok            | 1961  | 1972  | 1983  | 1995  | 2006  | 2008  | 2009  | 2010  | 2011  | 2012  | 2013  | 2014  |
| -------------- | ----- | ----- | ----- | ----- | ----- | ----- | ----- | ----- | ----- | ----- | ----- | ----- |
| Počet obyvatel | 7 400 | 3 300 | 3 700 | 4 400 | 6 100 | 5 800 | 6 500 | 7 000 | 7 200 | 7 300 | 7 300 | 7 500 |